# Fôlego (álbum de Filipe Catto)
Fôlego é o álbum de estreia da cantora e compositora gaúcha Catto, lançado em 20 de setembro de 2011 pela Universal Music. O álbum é produzido por Dadi e Paul Ralphes.

## Lista de faixas
Todas as faixas escritas e compostas por Catto, exceto onde especificado. 
| N.º            | Título                                 | Compositor(es) | Duração |  |
| 1.             | "Adoração"                             |                | 2:57    |  |
| 2.             | "Gardênia Branca"                      |                | 2:47    |  |
| 3.             | "Johnny, Jack & Jameson"               |                | 3:13    |  |
| 4.             | "Redoma"                               |                | 3:33    |  |
| 5.             | "Juro por Deus"                        |                | 2:33    |  |
| 6.             | "2 Perdidos" (Dadi, Arnaldo Antunes)   |                | 2:54    |  |
| 7.             | "Alcoba Azul" (Herman Bravo Varela)    |                | 3:35    |  |
| 8.             | "Saga"                                 |                | 3:33    |  |
| 9.             | "Nescafé"                              |                | 3:03    |  |
| 10.            | "Garçon" (Reginaldo Rossi)             |                | 4:13    |  |
| 11.            | "Crime Passional"                      |                | 2:36    |  |
| 12.            | "Roupa do Corpo"                       |                | 2:08    |  |
| 13.            | "Rima Rica / Frase Feita" (Nei Lisboa) |                | 2:58    |  |
| 14.            | "Dia Perfeito" (Marcelo Gross)         |                | 2:48    |  |
| 15.            | "Ave de Prata" (Zé Ramalho)            |                | 3:48    |  |
| Duração total: | Duração total:                         | Duração total: | 46:39   |  |

## Participações em Trilhas Sonoras
- Saga fez parte da trilha sonora da novela Cordel Encantado da Rede Globo tema de Débora Bloch e Domingos Montagner.[3]